# Mazowsze (województwo kujawsko-pomorskie)
Mazowsze – wieś w Polsce położona w województwie kujawsko-pomorskim, w powiecie toruńskim, w gminie Czernikowo.

## Podział i demografia

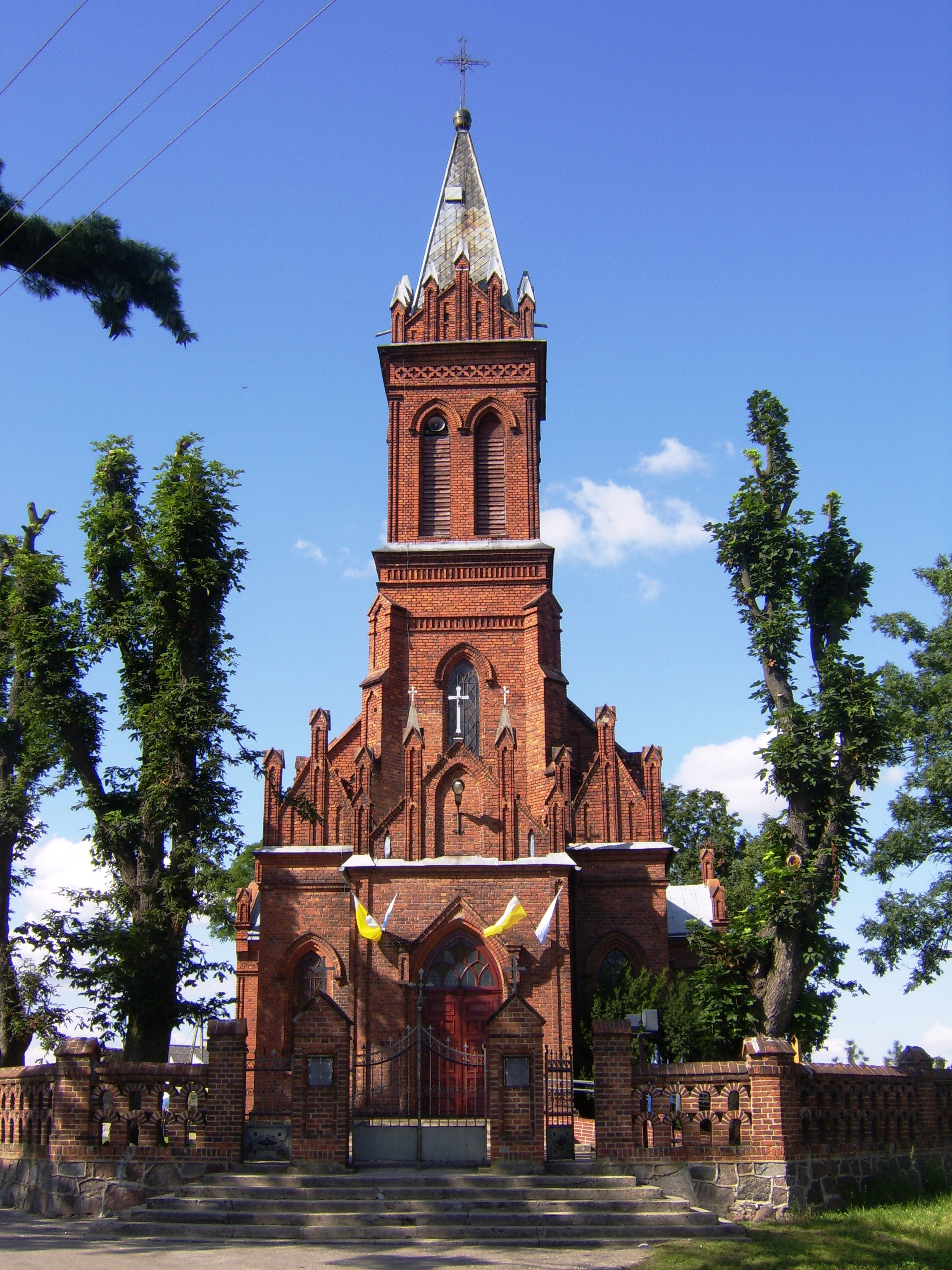
Neogotycki kościół parafialny pw. św. Marcina

Do 1954 roku miejscowość była siedzibą gminy Mazowsze. W latach 1975–1998 miejscowość administracyjnie należała do województwa włocławskiego. Według Narodowego Spisu Powszechnego (III 2011 r.) liczyła 358 mieszkańców. Jest siódmą co do wielkości miejscowością gminy Czernikowo.

## Obiekty zabytkowe
W Mazowszu znajduje się zabytkowy kościół parafialny pod wezwaniem świętego Marcina, Szkoła Podstawowa im. majora Henryka Sucharskiego oraz klub sportowy UKS Mazowsze, w którym gra się w baseball.